# Eunica brunnea
Eunica brunnea är en fjärilsart som beskrevs av Osbert Salvin 1869. Eunica brunnea ingår i släktet Eunica och familjen praktfjärilar. Inga underarter finns listade i Catalogue of Life.